# SD Amorebieta
Sociedad Deportiva Amorebieta – hiszpański klub piłkarski zlokalizowany w mieście Amorebieta-Etxano. W sezonie 2024/2025 występuje w Primera Federación, gr. północnej.

## Historia
SD Amorebieta przez większość swojej historii rozgrywała mecze na niższych poziomach ligowych (głównie III, IV i V szczebel rozgrywkowy). Historycznym okazał się sezon 2020/2021, w którym to po serii baraży udało się pierwszy raz w historii awansować do Segunda División. Występy na II szczeblu rozgrywkowym nie trwały długo, ponieważ SD Amorebieta zajęła 19. miejsce i spadła na zreformowany III szczebel rozgrywkowy. Pobyt w Primera Federación również potrwał sezon, gdyż drużyna z Kraju Basków wygrała swoją grupę uzyskując ponowny awans do Segunda División, w którym jednak ponownie zajęła miejsce spadkowe, przez co powróciła na III szczebel.

## Bilans ligowy w XXI wieku
| sezon   | liga                                 | poziom ligowy | miejsce | punkty | bramki | uwagi                                                          |
| ------- | ------------------------------------ | ------------- | ------- | ------ | ------ | -------------------------------------------------------------- |
| 2000/01 | Tercera División, gr. IV             | IV            | 13/20   | 45     | 40:57  |                                                                |
| 2001/02 | Tercera División, gr. IV             | IV            | 4/20    | 67     | 51:34  | przegrane baraże o awans                                       |
| 2002/03 | Tercera División, gr. IV             | IV            | 13/20   | 47     | 39:43  |                                                                |
| 2003/04 | Tercera División, gr. IV             | IV            | 13/20   | 47     | 34:40  |                                                                |
| 2004/05 | Tercera División, gr. IV             | IV            | 13/20   | 47     | 43:47  |                                                                |
| 2005/06 | Tercera División, gr. IV             | IV            | 3/20    | 67     | 44:26  | przegrane baraże o awans                                       |
| 2006/07 | Tercera División, gr. IV             | IV            | 2/20    | 70     | 56:27  | przegrane baraże o awans                                       |
| 2007/08 | Tercera División, gr. IV             | IV            | 10/20   | 49     | 46:47  |                                                                |
| 2008/09 | Tercera División, gr. IV             | IV            | 10/20   | 48     | 59:59  |                                                                |
| 2009/10 | Tercera División, gr. IV             | IV            | 3/20    | 68     | 58:34  | przegrane baraże o awans                                       |
| 2010/11 | Tercera División, gr. IV             | IV            | 1/20    | 81     | 71:26  | awans po barażach                                              |
| 2011/12 | Segunda División B, gr. II           | III           | 4/20    | 62     | 50:35  | przegrane baraże o awans                                       |
| 2012/13 | Segunda División B, gr. II           | III           | 6/20    | 60     | 48:39  |                                                                |
| 2013/14 | Segunda División B, gr. II           | III           | 10/20   | 55     | 55:54  |                                                                |
| 2014/15 | Segunda División B, gr. II           | III           | 10/20   | 52     | 59:54  |                                                                |
| 2015/16 | Segunda División B, gr. II           | III           | 9/20    | 56     | 50:43  |                                                                |
| 2016/17 | Segunda División B, gr. II           | III           | 14/20   | 48     | 47:47  |                                                                |
| 2017/18 | Segunda División B, gr. II           | III           | 14/20   | 44     | 44:46  |                                                                |
| 2018/19 | Segunda División B, gr. II           | III           | 8/20    | 53     | 44:45  |                                                                |
| 2019/20 | Segunda División B, gr. II           | III           | 6/20    | 42     | 38:38  | sezon zakończony po 28 kolejkach                               |
| 2020/21 | Segunda División B, gr. II           | III           | 3/11    | 37     | 26:19  | podgrupa 2A, następnie grupa mistrzowska 2C; awans po barażach |
| 2021/22 | Segunda División                     | II            | 19/22   | 43     | 44:63  | spadek                                                         |
| 2022/23 | Primera Federación, gr. II           | III           | 1/20    | 69     | 48:29  | awans                                                          |
| 2023/24 | Segunda División                     | II            | 19/22   | 45     | 37:53  | spadek                                                         |
| 2024/25 | Primera Federación, gr. I (północna) | III           | 20/20   | 41     | 42:57  | spadek                                                         |